# Siegfried Lipiner

Siegfried Lipiner (unbekannter Fotograf)

Siegfried Lipiner (geboren 24. Oktober 1856 in Jarosław, Kaisertum Österreich; gestorben 30. Dezember 1911 in Wien; mit vollständigem Namen Siegfried Salomo Lipiner), war ein österreichischer Schriftsteller, Dramatiker, Librettist, Übersetzer und Journalist.

## Leben
Ab 1881 war er Bibliothekar an der Bibliothek des österreichischen Reichsrates, später deren Direktor. 1891 konvertierte er vom jüdischen zum evangelischen Glauben. Er zählte zum Freundeskreis des Komponisten und Dirigenten Gustav Mahler, der sogenannte Lipiner-Kreis, der sich eine asketische Mitleidsreligion (inklusive eines strengen Vegetarismus) zum Programm erwählte. Zu einem Zerwürfnis zwischen den beiden kam es, als Lipiner ihm von der Ehe mit Alma Schindler abriet.
1961 wurde die Lipinergasse in Wien-Liesing nach ihm benannt.

## Werke
- Der entfesselte Prometheus. Eine Dichtung in fünf Gesängen. Breitkopf und Härtel, Leipzig 1876. (Digitalisat)
- Renatus. Epische Dichtung. Breitkopf und Härtel, Leipzig 1878. (Digitalisat)
- Über die Elemente einer Erneuerung religiöser Ideen in der Gegenwart. Vortrag. Selbstverlag, Wien 1878.
- Buch der Freude. Breitkopf und Härtel, Leipzig 1880.
- Merlin. Oper in 3 Akten. Musik: Karl Goldmark. UA 19. November 1886 Wien (Hofoper) (Digitalisat)
- Der neue Don Juan. Trauerspiel in 5 Akten. Spemann, Stuttgart 1914.
- Adam. Ein Vorspiel. Lang, Bern 1974 (Nachdruck der Ausgabe 1913), ISBN 3-261-00544-0.
- Als Übersetzer übertrug er unter anderem das polnische Nationalepos Pan Tadeusz von Adam Mickiewicz ins Deutsche, unter dem Titel Herr Thaddäus oder Der letzte Einritt in Litauen.